# Giulio Ciampoltrini
Giulio Ciampoltrini (Castelfranco di Sotto, 25 settembre 1952) è un archeologo italiano. Ha operato prevalentemente in Toscana ed è autore di oltre 400 pubblicazioni di cui 250 liberamente fruibili. Si è occupato prevalentemente di archeologia etrusca e romana, epigrafia tardoantica, monetazione antica e della presenza longobarda in Toscana.

## Biografia
Dopo la laurea in Lettere conseguita presso l'Università di Pisa nel 1975, Ciampoltrini ha proseguito la sua formazione presso la Scuola di Specializzazione in Archeologia della stessa università e, successivamente, ha frequentato corsi di perfezionamento presso la Scuola Normale Superiore tra il 1976 e il 1980. La sua carriera nella pubblica amministrazione si sviluppa in oltre trent'anni di servizio come funzionario archeologo presso la Soprintendenza Archeologica per la Toscana, operando nelle sedi di Lucca, di Orbetello.  
Oltre agli scavi, che hanno costituito il suo interesse principale, ha curato l'allestimento scientifico di mostre e musei, fra cui il Museo Nazionale di Villa Guinigi di Lucca.
Il 10 maggio 2004 con Abela e Bianchini ha curato la realizzazione del Convegno intitolato Nella terra del tempo. Gli scavi archeologici nel Complesso Galli Tassi di Lucca, di cui vengono pubblicati gli Atti nella Rivista di Archeologia, Storia e Costume, anno XXXIV, nn. 1-2, 2006, (ed. agosto 2006), a cura dell'Istituto Storico Lucchese.
Il suo riesame dei mosaici nella chiesa dei Santi Giovanni e Reparata gli è valsa la pubblicazione nel 2005 nella rivista francese edita a Roma "La mosaïque gréco-romaine, 9. [Actes du IXe Colloque international pour l'étude de la mosaïque antique e médiévale].
Nel 2020 ha tenuto la conferenza inaugurale per i 950 anni della Cattedrale di San Martino, su incarico dell'Arcivescovato di Lucca.
È membro corrispondente dell'Istituto Nazionale di Studi Etruschi e Italici e dell'Accademia dei Sepolti di Volterra.

## Gli scavi
Nel corso degli anni nella Soprintendenza ha partecipato a numerose campagne di scavo in tutta la Toscana.
Tra gli interventi più rilevanti si ricorda il rinvenimento dell'Ara romana a Lucca nel 1983, nei primi anni novanta i saggi nell'area ex ospedale Galli Tassi ed altre zone urbane della città di Lucca e la scoperta nel 1995 di un insediamento dell'età del Bronzo Medio al Palazzaccio di Capannori.
Sempre nel capannorese, tra il 1997 ed il 2002 coordina le escavazioni della necropoli d'epoca romana di Casa del Lupo, in località Al Frizzone, e con il collega Michelangelo Zecchini, ha inoltre riportato alla luce, tra il 2004 e il 2007, un tratto di strada etrusca e un recinto sacro con una struttura lignea, depositato presso il Museo Athena di Tassignano di Capannori, in perfetto stato di conservazione. Negli anni successivi ha esplorato contesti altomedievali, come il sepolcreto rinvenuto a Pontedera e presso Santa Maria a Monte e nel 2017 ha dato vita al progetto "Domus Aemilia" a Tassignano, con Alessandro Giannoni.

## Monografie
- Giulio Ciampoltrini, Lucca. La prima cerchia, Maria Pacini Fazzi Editore Srl., 1995.[19]
- Giulio Ciampoltrini, Gli Etruschi della Garfagnana. Ricerche nell'insediamento della Murella a Castelnuovo di Garfagnana, Polistampa, Firenze, 2005.[20]

- Giulio Ciampoltrini e Michelangelo Zecchini (a cura di), Le dimore dell'Auser. Nuovi dati e prospettive di valorizzazione delle 100 fattorie della Piana di Lucca, novembre 2005.
- Giulio Ciampoltrini, Gli Etruschi della Garfagnana Ricerche nell’insediamento della Murella a Castelnuovo di Garfagnana, 2005, ISBN 978-88-8304-944-6.
- Giulio Ciampoltrini, Glarea stratae: vie etrusche e romane della piana di Lucca, 2006.
- Giulio Ciampoltrini e Alessandro Giannoni, Lucca: le metamorfosi di una città romana: lo scavo dell'area Banca del Monte di Lucca in Via del Molinetto, 2009.
- Giulio Ciampoltrini, Le monete di Talamone (Orbetello, GR), 1801 1892, Firenze, Ministero per i Beni e le Attività culturali, della Soprintendenza della Toscana, 2010.[21]
- Giulio Ciampoltrini, La città di San Frediano: Lucca fra VI e VII secolo: un itinerario archeologico, 2011, ISBN 978-88-905874-0-5.
- Giulio Ciampoltrini e Adrea Saccocci, Il tesoro del lago: Paesaggi e insediamenti tra Castelfranco di Sotto e Orentano nel ducento, 2012.
- Giulio Ciampoltrini, Altopascio: lo spedale, il castello, la fattoria. Una storia archeologica, Altopascio, 2011, ISBN 978-88-90378-58-4 ..
- Alessandro Giannoni e Andrea Saccocci, Il passo di Gentucca. Il San Francesco di Lucca nel Medioevo: un itinerario archeologico, a cura di Giulio Ciampoltrini e Consuelo Spataro, Lucca, 2014.[22]
- Giulio Ciampoltrini, Sivio Fioravanti e Paolo Notini, I signori delle rupi: il paramento di Cima la Foce e il bronzo finale nell'alta Valle del Serchio, Bientina, 2015.
- Giulio Ciampoltrini, Le mura ed il Palazzo: Lucca fra Cinquecento e Seicento: un iterenario archeologico, 2015, ISBN 9788899140014.
- L'anfiteatro romano di Lucca, Bientina, 2016.
- Giulio Ciampoltrini, La Signora con l'Anello. Il complesso conventuale di San Francesco e Lucca nell'autunno del Medioevo (1370-1490). Un itinerario archeologico., Firenze, 2017.
- Giulio Ciampoltrini e Consuelo Spataro, Archeologia di una Cattedrale: i saggi 2007-2008 nella Cappella del Santissimo Sacramento della cattedrale di San Miniato, Firenze, 2018.
- Giulio Ciampoltrini, L'area urbana di Lucca. Repertorio illustrato dei contesti archeologici di età romana, digitale 2020, ISBN 978-88-99140-03-8.
- Giulio Ciampoltrini, Provincia Tuscana. Appunti di viaggio nella Toscana d'età longobarda, digitale 2024, ISBN 978-88-99140-12-0.

## Alcune pubblicazioni
- Giulio Ciampoltrini, Note sulla colonizzazione augustea nell'Etruria settentrionale, in Studi Classici e Orientali, vol. 31, 1981, pp. 41-55.
- Giulio Ciampoltrini, Prosopographia Lucensis. Un contributo per la storia della società lucchese tra I e II secolo d.C., in Actum Luce, XVIII, 1988.
- Giulio Ciampoltrini e Paolo Notini, Lucca tardoantica e altomedievale. Nuovi contributi archeologici, in Archeologia Medievale, XVII, 1990,  pp. 561-592.[23]
- Giulio Ciampoltrini, La trasformazione urbana a Lucca fra XI e XIII secolo. Contributi archeologici, in Archeologia Medievale, XIX, 1992.[24].[25]
- Giulio Ciampoltrini, Lucca tardoantica e alto medievale II. Scavi 1990-1991, in Archeologia Medievale, XXI, 1994.
- Giulio Ciampoltrini, L’insediamento etrusco nella valle del Serchio fra IV e III secolo a.C. Considerazioni sull’abitato di Ponte Gini di Orentano, in Studi Etruschi, LXII, 1996, pp. 173-210.
- Giulio Ciampoltrini, Il battistero dl Lucca. Preistoria di un monumento del quartiere episcopale, L'edificio battesimale in Italia, aspetti e problemi, in Atti del Congresso di Archeologia Cristiana, 1998.
- Giulio Ciampoltrini, La cattedrale di Santa Reparata a Lucca : per un riesame delle pavimentazioni musive del IV secolo, in La mosaïque gréco-romaine, 9. [Actes du IXe Colloque international pour l'étude de la mosaïque antique e médiévale], Roma, 2005,ISBN 2-7283-0690-7.
- Giulio Ciampoltrini, Nella terra, nel tempo. Gli scavi archeologici nel complesso Galli Tassi di Lucca. Lucca, in Atti del Convegno del 10 maggio 2004, Lucca, Villa Bottini, 2006.
- Giulio Ciampoltrini, Lucca tardoantica e altomedievale (IV–VIII secolo). Archeologia di una struttura urbana “allo stato fluido”, in Geschichte und Region/Storia e Regione, 2006,  pp. 61-78.
- Giulio Ciampoltrini, La porta e la torre: nuovi materiali per le mura (e l’urbanistica) di Lucca Romana, in Rivista di Topografia Antica, XVIII, 2008, pp. 23-34.
- Giulio Ciampoltrini, La porta e la torre: nuovi materiali per le mura (e l’urbanistica) di Lucca Romana, in Rivista di Topografia Antica, XVIII, 2008,  pp. 23-34.
- Giulio Ciampoltrini e Alessandro Giannoni, Domus Aemilia: lo scavo di Tassignano Areoporto a Capannori (Lu) indagini 2014-2017, in CAPANNORI VETVS Itinerari Archeologici II, 2018.